# لیپووا (استان سیلسیان)
لیپووا (استان سیلسیان) (به لهستانی: Lipowa) یک روستا در لهستان است که در گمینا لیپووا واقع شده‌است. لیپووا ۴٬۳۲۲ نفر جمعیت دارد.